# Uruguay ai Giochi della XXIII Olimpiade
L'Uruguay partecipò ai Giochi della XXIII Olimpiade, svoltisi a Los Angeles, Stati Uniti, dal 28 luglio al 12 agosto 1984, con una delegazione di 18 atleti impegnati in cinque discipline.

## Risultati

### Pallacanestro
- Uomini

| Atleta | Classifica |
| --- | ---------- |
| V · D · M Nazionale uruguaiana - Pallacanestro ai Giochi della XXIII Olimpiade - Torneo maschile 4 López · 5 Larrosa · 6 Pierri · 7 Núñez · 8 Ruiz · 9 Perdomo · 10 Peinado · 11 Pagani · 12 Pereyra · 13 Tito · 14 Mignone · 15 Frattini · All. Ramón Etchamendi | 6°         |
| Nazionale uruguaiana - Pallacanestro ai Giochi della XXIII Olimpiade - Torneo maschile |            |
| 4 López · 5 Larrosa · 6 Pierri · 7 Núñez · 8 Ruiz · 9 Perdomo · 10 Peinado · 11 Pagani · 12 Pereyra · 13 Tito · 14 Mignone · 15 Frattini · All. Ramón Etchamendi                                                                                                  |            |